# پژو ۳۰۲
پژو ۳۰۲ (Peugeot ۳۰۲) خودرویی است که در سال‌های ۱۹۳۶ تا ۱۹۳۸ تولید شده‌است.
این خودرو در کلاس خودرو کامپکت قرار گرفته و طراحی آن خودروهای موتور جلو-محور عقب بوده طول آن در حالت طبیعی ۴٬۵۰۰ میلیمتر (۱۷۷٫۲ اینچ) است.
موتور آن ۱۷۵۸ سی‌سی است.